# Isocladus bahamondei
Isocladus bahamondei là một loài chân đều trong họ Sphaeromatidae. Loài này được Carvacho miêu tả khoa học năm 1997.